# Jan Křesadlo

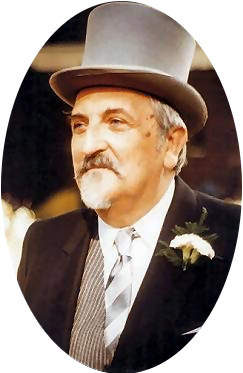
Jan Křesadlo

Jan Křesadlo war das Pseudonym des Schriftstellers Václav Jaroslav Karel Pinkava (* 9. Dezember 1926; † 13. August 1995 in Colchester (England)). Pinkava machte sich auch einen Namen als Dichter, Komponist und Science-Fiction-Autor.

## Leben
Křesadlo war Sohn eines tschechischen Glasfabrikanten. Nach dem kommunistischen Putsch im Jahre 1948 wurde der Vater enteignet und Jan wegen angeblichen bewaffneten Aufruhrs zum Tode verurteilt. Er entging nur knapp der Todesstrafe, musste aber Zwangsarbeit und Militärdienst leisten. 1954 studierte er an der Prager Karls-Universität Psychologie mit dem Schwerpunkt sexuelle Abschweifungen. Nach dem Einmarsch der Truppen des Warschauer Paktes 1968 emigrierte er mit seiner Frau und vier Kindern nach England. In Colchester arbeitete er als klinischer Psychologe.
Er war der Vater des Regisseurs Jan Pinkava, der 1997 einen Oscar für Geri’s Game erhielt.

## Werke
Kresadlo komponierte Kirchenmusik. Seine Vorliebe für mathematische Logik setzte er in Knobelaufgaben um. 1988 erschien sein Werk Introduction to Logic for Systems Modelling. Mit seiner Tochter übersetzte er das sprachlich anspruchsvolle Buch von Jaroslav Seifert Věnec sonetů in die englische Sprache. 1984 erschien sein erster Roman Mrchopěvci. Er veröffentlichte seine Sammlung von Gedichten Sedmihlásek, die er in sieben Sprachen schrieb. Insgesamt schrieb er über einhundert Sonette. Postum erschien sein Werk Astronautilía-Hvězdoplavba, ein untypischer wissenschaftlich-utopischer Roman mit 6.575 Versen in altgriechischen Hexametern, parallel ins Tschechische übersetzt.

## Auszeichnungen
1984 erhielt er für sein Erstlingswerk Mrchopěvci (Die Aassänger) den Egon-Hostovský-Preis.